# Derobrochus frigescens
Derobrochus frigescens is een fossiele soort schietmot uit de familie Polycentropodidae.